# Balkan Melodie
Balkan Melodie ist ein schweizerischer Dokumentarfilm, der sich mit Marcel und Catherine Celliers leidenschaftlicher musikethnologischer Tätigkeit im Rahmen des Sammelns und Publizierens von südosteuropäischer Musik beschäftigt. Marcel Cellier dokumentierte und veröffentlichte inmitten des Kalten Krieges über 40 Jahre lang die bis dahin im Westen völlig unbekannten Klänge des Balkans. Mit Radiosendungen und Schallplatten machte er Musiker und Ensembles weltberühmt.

## Inhalt
Der Dokumentarfilm erzählt anhand der Reisen und Erfahrungen des Hobby-Musikethnologen Marcel Cellier die Entdeckung und das Avancieren des rumänischen Panflötenvirtuosen Gheorghe Zamfir und der bulgarischen Frauenstimmen von Le Mystère des Voix Bulgares zu weltweiter Bekanntheit. Cellier brachte von seinen Reisen Tondokumente mit, die er als Schallplatten veröffentlichte und mit denen er Radiosendungen produzierte. Außerdem organisierte er für die entdeckten Künstler Tourneen. Die Faszination des westlichen Publikums für diese Musik war geprägt durch die Archaik und Avantgarde, der durch den Kommunismus von der Außenwelt hermetisch abgeriegelten und vor äußeren Einflüssen weitgehend bewahrten Länder. Auf der Suche nach den Protagonisten kommen nicht nur Marcel Cellier, Catherine Zellier und Gheorghe Zamfir zu Wort, sondern auch andere der Künstler, die durch Cellier berühmt wurden. Schließlich spannt der Film auf den Spuren seiner Leidenschaft den Bogen zum zeitgenössischen Phänomenen des Exports der Musik vom Balkan in den Westen. So verkörpern die Gypsy-Pop-Formationen Mahala Rai Banda und Fanfare Ciocărlia den Erfolg der Arbeiten Celliers.

## Kritiken
„Stefan Schwietert, der Meister der besonderen Musikfilme (Heimatklänge, Accordion Tribe, A tickle in the Heart) meldet sich mit BALKAN MELODIE zurück. Schöner kann Kino kaum klingen“

„Ein grossartikger, in Herz und Beine fahrender Musikfilm“

„Der Film begleitet das Lebenswerk des Ehepaars und schweift zum Ende mit einem kurzen Blick auf den aktuellen Balkan Pop sinnvoll ab. Musik gibt es dabei reichlich zu hören.“

„Schwieterts Film wird (…) zu einer Zeitreise, gleichzeitig zeigt er einen Landstrich, indem Musik nicht nur gehört, sondern immer noch gelebt wird.“

„Der Schweizer Musikdokumentarfilmer Stefan Schwietert hat ein vielschichtiges musikalisches Panorama geschaffen, das den Zuschauer von der ersten (Klang-)Szene an in seinen Bann zieht. Er lernt nicht nur ganz besondere Musikstile und -einflüsse, sondern auch die äußerst sympathischen Menschen dahinter kennen, so z.B. die Frauen des bulgarischen Chors. Dazu gesellen sich intelligente, gesellschaftspolitische Texte. Ein sehenswerter Film, der auch noch lange nach dem Kinobesuch wirken wird.“

## Auszeichnungen
- Filmfestival Solothurn 2011[2]
- Publikumspreis Heimatfilmfestival Freistadt 2011[2]
- Nominierung Schweizer Filmpreis 2011[2]